# زبان گنجشک زینتی (سرده)
زبان گنجشک زینتی (نام علمی: Chionanthus) نام یک سرده از تیره تیره زیتون است.